# Otto Wilhelm Staël von Holstein (1802–1884)

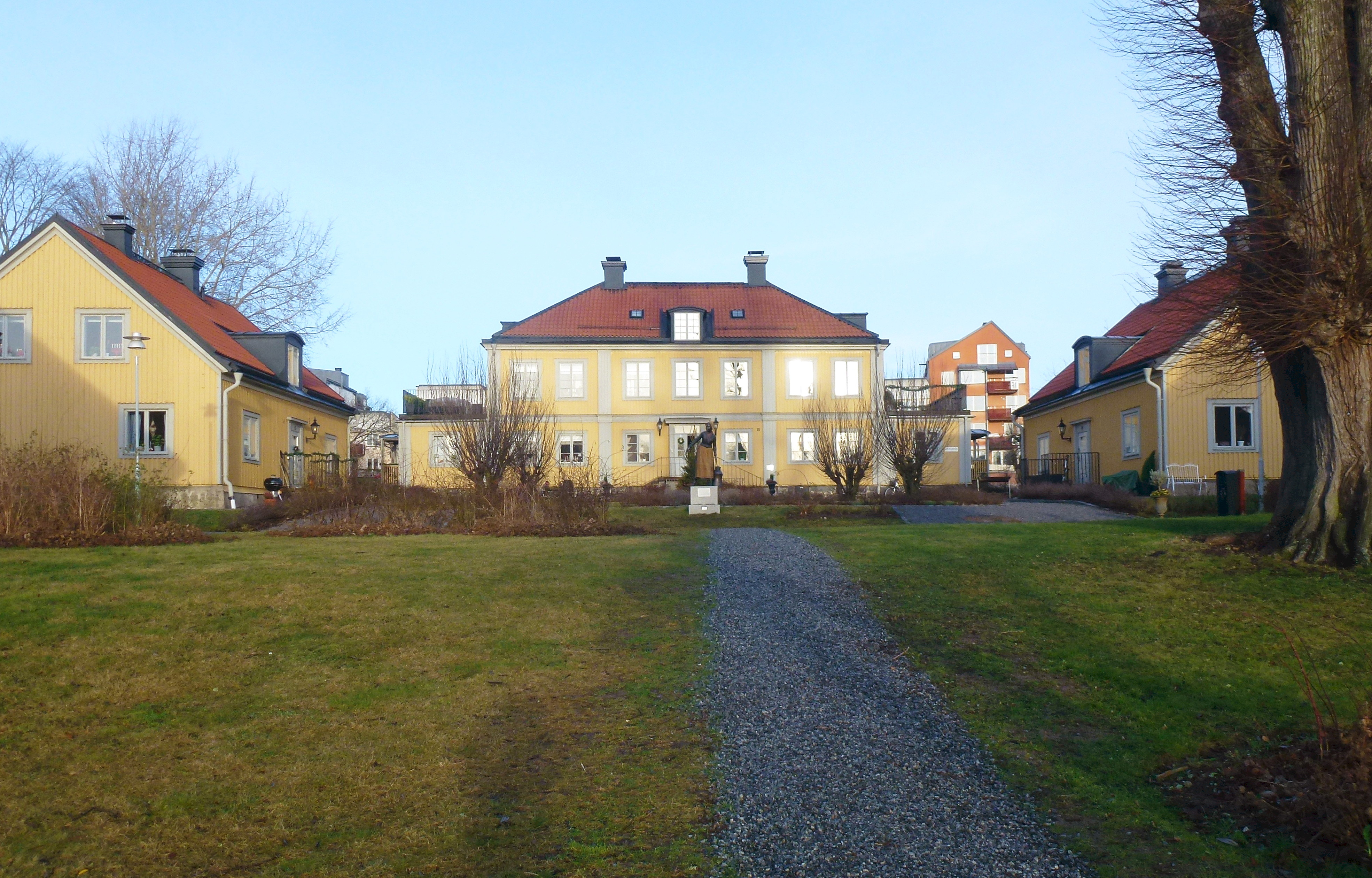
Järla gård, von Holsteins hem 1833-1884.

Otto Wilhelm Staël von Holstein, född 14 september 1802 i Hjälmshult, Allerums socken, Malmöhus län,död 15 oktober 1884 på Järla gård, Nacka församling, Stockholms län, var en svensk adelsman (friherre) och ämbetsman, far till Otto Wilhelm Staël von Holstein (1834–1902).

## Biografi

### Utbildning
Staël von Holstein blev 1816 student vid Lunds universitet och tog 1820 juridisk examen vid Uppsala universitet samt ingick därefter som auskultant i Svea hovrätt.

### Yrkesliv
Han utnämndes 1826 till assessor och 1839 till hovrättsråd. År 1840 utnämndes han till justitieråd och 14 januari 1841 utsågs han till konsultativt statsråd, en befattning han innehade till 10 april 1848, då han entledigades. Han återgick till Högsta domstolen och var 5 oktober 1850 till den 26 november 1867 generalpostdirektör. Från hans chefskap över Postverket daterar sig början till en mängd reformer i svenska postväsendet.
År 1833 köpte han Järla gård. Staël von Holstein är begravd på Solna kyrkogård.